# Nationalpark-Verkehrskonzept Bayerischer Wald

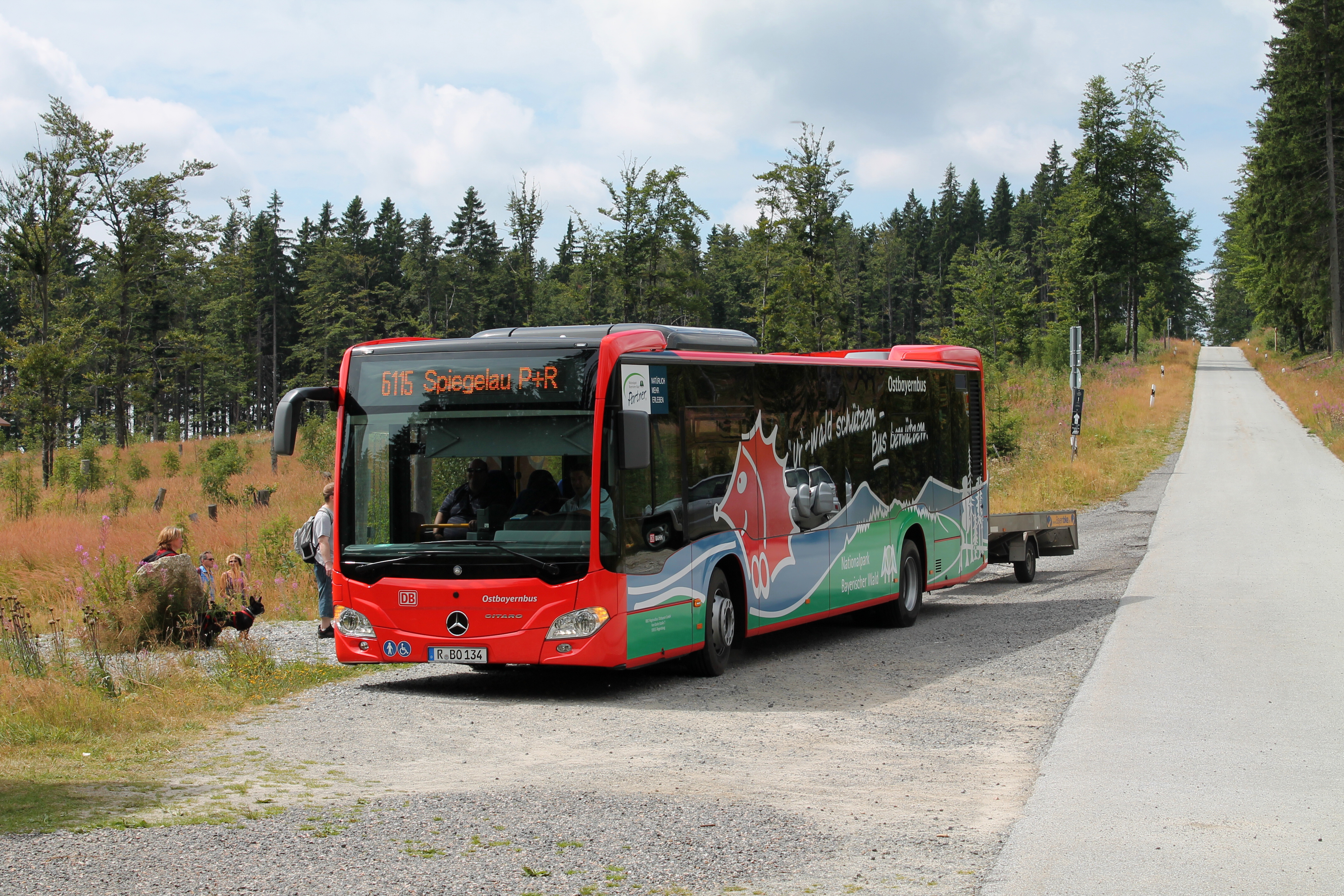
Igelbus mit Fahrradanhänger

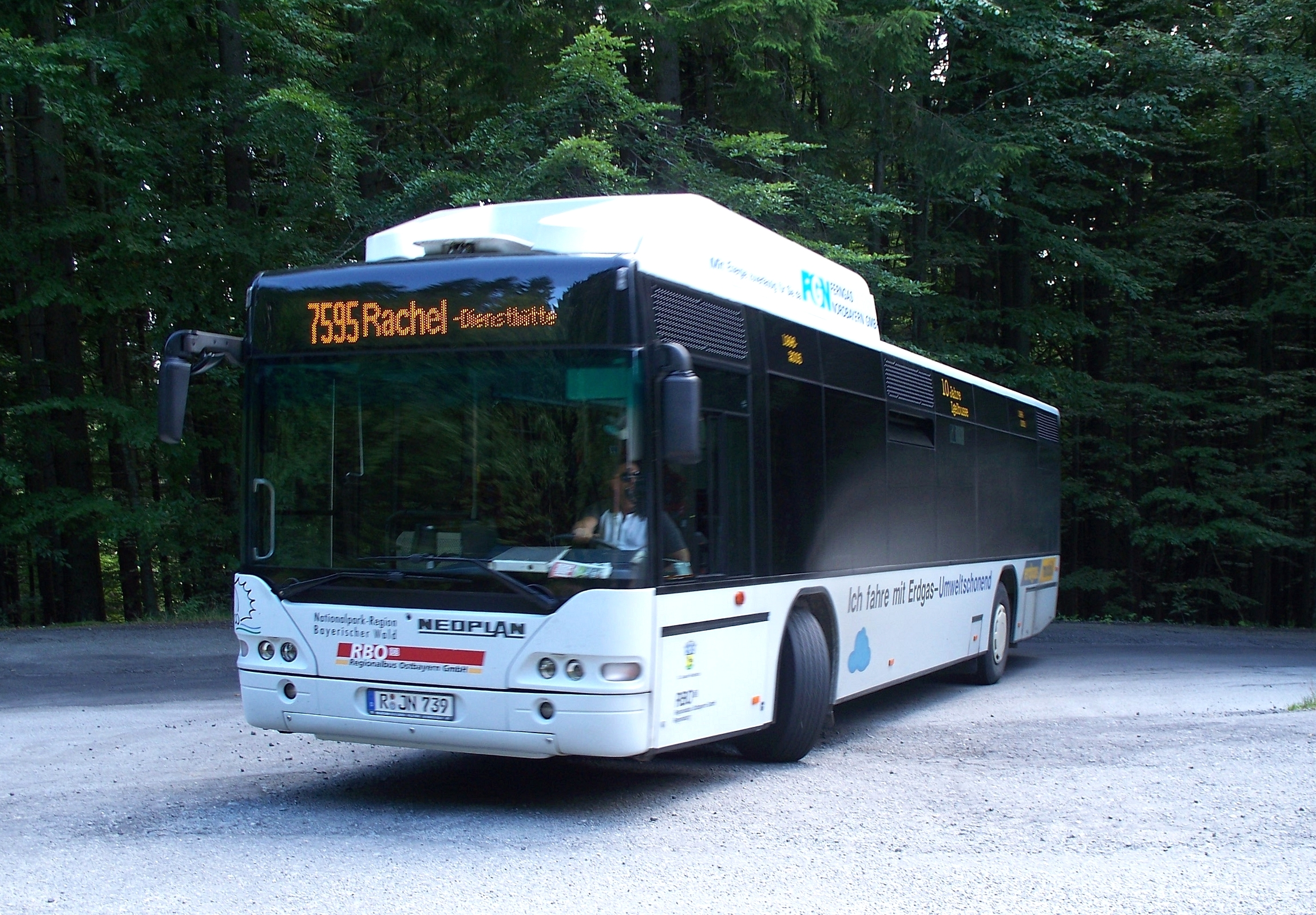
Igelbus „Rachel“ am Wendeplatz Gfäll

Das Nationalpark-Verkehrskonzept Bayerischer Wald ist ein seit dem Jahr 2000 mit einer am Landratsamt Regen angesiedelten Koordinierungsstelle realisiertes Konzept zur Weiterentwicklung des Öffentlichen Nahverkehrs im Nationalpark Bayerischer Wald.

## Beschreibung
Die Projektstelle zur Weiterentwicklung des Verkehrskonzeptes des Nationalparks Bayerischer Wald beim Landratsamt Regen, so der vollständige Name, wurde durch Beschluss des bayerischen Kabinetts vom 11. April 2000 gegründet. Sie wurde unter Leitung von Christina Wibmer mit dem Ziel ins Leben gerufen, die Möglichkeit des autofreien Urlaub im Natur- und Nationalpark Bayerischer Wald zu verbessern. Die Projektstelle ist der Abteilung Regionalmanagement und Wirtschaftsförderung im Landratsamt Regen zugeordnet.
Nach dem Verkehrskonzept wird ein Liniennetz auf insgesamt 137 km Bahnstrecken und 1008 km Busstrecken mit täglich ca. 100 Zugfahrten und 350 Busfahrten koordiniert.
Das Kerngebiet umfasst die beiden Landkreise Regen und Freyung-Grafenau mit zusammen 1959,27 km² Fläche, 159.780 Einwohner und 7,08 Millionen Übernachtungen 2008. Hinzu kommen einzelne Linien im südlichen Landkreis Cham und eine Bahnstrecke im Landkreis Deggendorf.

## Entwicklung
Als Beginn des Nationalpark-Verkehrskonzepts darf die Einführung der sogenannten Nationalparklinie Ost gelten. Diese am 2. Juni 1991 gestartete Buslinie verband Schönbrunn am Lusen und Finsterau (Mauth) mit dem Informationszentrum in Neuschönau. Es verkehrten insgesamt drei tägliche Buspaare zwischen Juni und November.
Im Jahr 1992 wurde daraufhin ein Verkehrsgutachten in Auftrag gegeben und in den beiden Folgejahren alternative Antriebsmethoden für Busse erprobt. So verkehrte ein wasserstoffgetriebener Elektrobus zwischen Finsterau und dem Grenzübergang bei Bučina und ein Jahr später ein Erdgasbus zwischen Spiegelau und Finsterau. Diese Antriebsmethode überzeugte, so dass ab dem 15. Mai 1996 die mit Erdgas betriebenen Igelbusse im Landkreis Freyung-Grafenau eingesetzt wurden. Es wurde hierzu auch eine auf zwei Jahre befristete Koordinierungsstelle durch den Nationalpark eingeführt.
Im Jahr 1996 übernahm die Regentalbahn im Auftrag der Deutschen Bahn den Betrieb auf den vom Bahnhof Zwiesel ausgehenden Strecken unter dem Markennamen Waldbahn mit neuen Triebwagen.
Am 11. April 2000 wurde die Projektstelle Nationalparkverkehrskonzept im Landratsamt Regen eingerichtet.
Ein Jahr später wurde am 15. Mai 2001 der Verbundfahrschein Bayerwald-Tickets mit einer Gültigkeit vom 15. Mai bis 1. November und die Falkenstein-Busse rund um Zwiesel eingeführt.
Zur Saison 2002 wurden sieben neue Erdgasbussen für das Igelbussystem beschafft. Aufgrund von Förderkürzungen kam es in diesem Jahr zu einer Unterschriftenaktion zum Erhalt der Igelbusse. Die Förderung durch den Freistaat Bayern wurde jedoch in den Folgejahren auf 100.000 Euro gekürzt.
Seit Mai 2003 werden monatlich die „KulTOUR in der Waldbahn“-Veranstaltungen durchgeführt.
Nach mehrjährigem Umbau wird zum Fahrplanwechsel im Dezember 2003 der Taktknoten Zwiesel und Plattling eröffnet, sowie zwischen Zwiesel und Grafenau der Zweistundentakt eingeführt.
Im Jahr 2004 wurde die Gültigkeit des Bayerwald-Tickets auf das ganze Jahr erweitert.
Nach Fertigstellung der durchgehenden Fahrtmöglichkeit werden seit dem 28. Mai 2006 einzelne Fahrten der Waldbahn bis Spičak verlängert.
Zum Saisonstart am 15. Mai 2007 wurden auch die Falkensteinbusse mit dem Markennamen Igelbus versehen.
Im Jahr 2008 betrug der mit öffentlichem Verkehr angereisten Gäste 20 %. Eine Verdoppelung zu den Zahlen von 1990.
Die Gemeinden Spiegelau, St. Oswald-Riedlhütte und Neuschönau führten zum 15. Mai 2009 ein, dass Igelbusse mit ihren Gästekarten kostenlos benutzt werden können.
Nachdem die Haltestelle Ludwigsthal in die Nähe des Nationalparkzentrums Falkenstein – Haus zur Wildnis verlegt worden war, stieg der Anteil der mit der Waldbahn anreisenden Gäste an. Dieser betrug im Jahr 2009 insgesamt 20 %
Nachdem die zehnjährige Förderperiode im April 2010 ausgelaufen ist, bemühte sich der Landkreis Regen darum, eine erneute zehnjährige Genehmigung einer Förderung zu bekommen. Aus diesem Grund trat man an den Nachbar-Landkreis Freyung-Grafenau heran. Dieser beschloss im Sommer 2009 dem Verkehrskonzept Bayerischer Wald beizutreten. Das Bayerische Kabinett beschloss daraufhin im Februar 2010 eine erneute Finanzierung und Erweiterung des Projekts. Die Arbeit wurde im Haushaltsplan 2010/2011 aufgenommen und wird somit weiterhin vom Freistaat Bayern, durch Mittel der EU mit einem Fördersatz von 50 %, maximal bis 67.500 Euro, bezuschusst werden.

Gemeinden die das GUTi (grün) bzw. die VLC-Gästekarte (gelb) eingeführt haben. (Stand 1. Januar 2013)

Zum 1. Mai 2010 wurde der Gästeservice-Umweltticket „GUTi“ eingeführt. Dieses ist seitdem in den Kurkarten der Kommunen Grafenau, Spiegelau, Schönberg, St. Oswald/Riedlhütte, Bayerisch Eisenstein, Frauenau, Neuschönau und Hohenau enthalten. Mit diesen Kurkarten ist eine kostenlose Fahrt im Geltungsbereich des Bayerwaldtickets möglich.
Im Laufe des Jahres traten weitere Gemeinden dem GUTi bei. Die Stadt Zwiesel folgte am 1. Juni und die Gemeinde Lindberg zum 1. August. Zur Wintersaison ab 1. Dezember 2010 wollen es auch die Stadt Regen und die Gemeinde Mauth einführen. Zum 1. Juli 2011 folgt mit Lam eine Marktgemeinde aus dem Landkreis Cham.
Am 11. September 2010 wurden durch den Landkreis Freyung-Grafenau drei weitere Saisonbuslinien eingeführt. Diese führen von Freyung über Neuschönau zum Lusen, von Waldkirchen über Neureichenau nach Haidmühle und von Freyung über Mauth nach Finsterau. Verkehrstage der Buslinien sind Wochenenden und Feiertage von Mai bis Oktober. Sie dienen der Verbindung der Bahnstrecke Passau–Freyung (Ilztalbahn) als Anbindung an das Igelbus-System, das Streckennetz der tschechischen Bahn ČD und den „Grünen Bussen“ des Nationalpark Šumava.

Neuerrichteter Busbahnhof in Grafenau

Infolge der Zunahme der Fahrgastzahlen durch die GUTi-Einführung werden die Igelbuslinien im Rachel-Lusen-Gebiet ab Beginn der Weihnachtsferien 2010 ganzjährig verkehren,  sowie die Busse im Falkensteingebiet an Wochenende verdichtet werden.
Mit dem Start der zweiten Fahrsaison am 28. April 2012 trat auch die Ilztalbahn GmbH mit ihrer Bahnstrecke von Freyung nach Röhrnbach in das Bayerwald-Ticket und GUTi-System ein.
Im Dezember 2014 lehnte der Freistaat Bayern eine weitere Förderung der Projektstelle ab. Bisher trug das Land 1/3 der Kosten von 67.500 €/Jahr. Die Landkreise Regen und Freyung-Grafenau verständigten sich als Übergangslösung darauf, dass die Arberland Regio GmbH die Projektstelle übernimmt. Der Landkreis Freyung-Grafenau würde weiterhin 1/3 der dann 66.000 € betragenden Projektkosten tragen. Ca. 10.000 € dieser 22.000 € sollen als Förderung des allgemeinen ÖPNV beim Freistaat Bayern beantragt werden.

## Einzelne Komponenten des Nationalparkverkehrskonzepts

### Tarifangebote und Fahrgastinformation
Zentrales Element des Nationalparkverkehrskonzepts sind das Bayerwald-Ticket, das GUTi, sowie ein Fahrplanfaltblatt.
Bayerwald-Ticket
Das 2001 eingeführte Bayerwald-Ticket ist ein Verbundfahrschein in den Landkreisen Freyung-Grafenau und Regen sowie einigen angrenzenden Strecken.
GUTi (Gästeservice-Umweltticket)
GUTi bezeichnet die kostenlose Nutzung von Bussen und Bahnen im Bayerwald-Ticket-Tarifgebiet mit Kurkarten.
siehe GUTi (Verkehrskonzept)
Fahrgastinformation

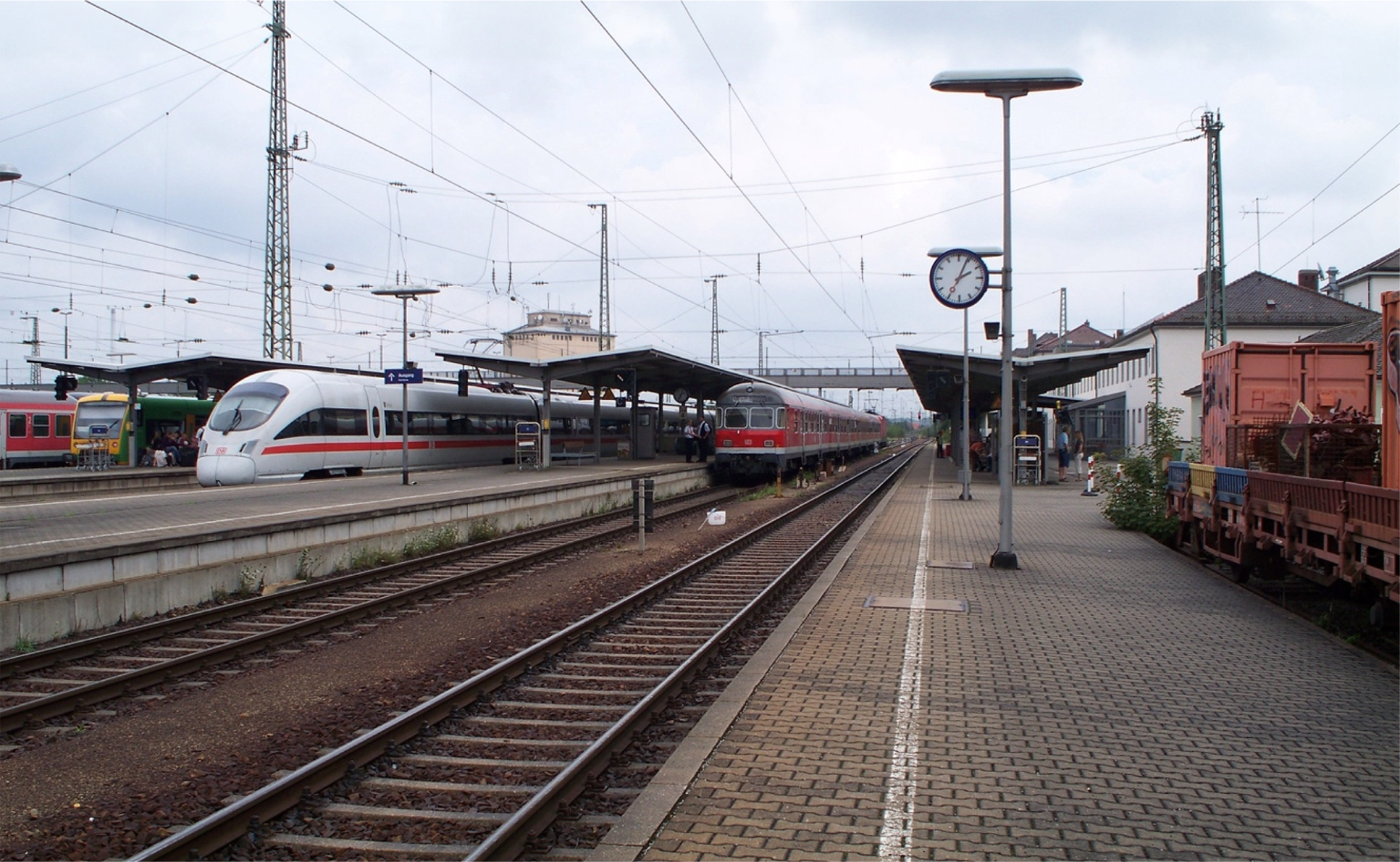
Bahnhof Plattling Taktknoten des internationalen Fernverkehrs und des Regionalverkehrs

Ein zentraler Punkt des Verkehrskonzeptes ist die Verbesserung der Fahrgastinformation. So wurden in den Bussen und Bahnen automatische Fahrgastinformationssysteme eingebaut, Fahrplanaushänge einheitlich und übersichtlich gestaltet, die Bushaltestellen mit den Igelbuslinienfarben gekennzeichnet, sowie Wegweiser zu den Waldbahnhaltestellen aufgestellt. Daneben wurde eine Internetseite mit zentralen Informationen geschaltet.
Zweimal jährlich, jeweils zu Beginn der Sommersaison Mitte Mai und zu Beginn der Wintersaison Anfang November erscheint ein Fahrplanheft mit den Fahrplänen der oben genannten Verkehrssysteme, sowie den dazu ergänzenden regulären Bussysteme. Dieses erscheint in einer Auflage von 100.000 Stück (Sommer) bzw. 50.000 Stück (Winter).
Die wichtigsten Fahrplaninformationen werden auch in Tschechisch, sowie teilweise in Englisch angeboten.

### Waldbahn
Auf den drei Bahnstrecken um den Bahnhof Zwiesel werden seit 1996 Regio-Shuttle-Triebwagen eingesetzt. Bis 2003 wurden die Bahnstrecken ausgebaut, so dass in Zwiesel und am Bahnhof Plattling ein Taktknoten entstand.
Siehe Waldbahn (Marke)

### Igelbusse
Als Igelbus-System werden zusammenfassend zwei Bussysteme im Nationalpark Bayerischer Wald bezeichnet, die rund um die beiden Nationalparkzentren Rachel-Lusen und Falkenstein verkehren. Diese zeichnen sich durch ein erhöhtes Qualitätsniveau, häufigeres Fahrtenangebot und einen eigenständigen Tarif gegenüber den Regionalbussen der Region aus.

### Fuß- und Radverkehr
Neben dem motorisierten Verkehr wird auch besonders der nicht motorisierte Verkehr gefördert. So wurden Radwanderwege und familienfreundliche Wanderwege angelegt. Auch wurde das Informationsangebot über diese Wege, sowie die Beschilderung der Wege selbst verbessert. Ein besonderes Augenmerk lag hierbei bei sogenannten Zielwanderungen, bei denen ein Teil der Wegstrecke als Wanderung, die Hin- bzw. Rückfahrt dann mit dem öffentlichen Verkehr stattfindet.

### Einbindung des Hotellerie- und Gastgewerbes
Informationsmaterialien
Dem lokalen Hotellerie- und Gastgewerbe werden neben dem oben genannten kostenlosen Fahrgastinformationsmaterialien zusätzlich noch verschiedene Informationsplakate und Flugblätter zur Verfügung gestellt. Diese werden ebenfalls in Deutsch, Englisch und Tschechisch angeboten.
KulTOUR in der Waldbahn
In der Reihe „KulTOUR in der Waldbahn“ werden regelmäßig am letzten Sonntag des Monats Fahrten zur Regionalen Kultur und Lebensart durchgeführt, bei denen die Anreise mit der Waldbahn erfolgt. Hierbei wird bereits auf der Anreise eine Einstimmung auf die Veranstaltung, wie etwa der Zustieg von Musikanten oder Raunachtsgeistern, geboten.
Fahrkartenverkauf
Neben den Informationsmaterialien können den Gästen auch Bayerwald-Tickets bzw. Bayerwald-Tickets-Plus in einer grafisch ansprechend gestalteten Form verkauft werden. Diese werden mit 5 % Rabatt in Abreißblöcken zu je 25 Stück verkauft. Die Fahrkarten sind ohne Reisedatum versehen. Dies wird bei Reiseantritt vom Fahrgast eingetragen.
Schulungen
Um den Kenntnisstand der Mitarbeiter des Hotellerie- und Gastgewerbes über das Angebot des Öffentlichen Verkehrs in der Region zu erhöhen, werden zusätzlich regelmäßige Schulungen angeboten.
Partnerschaften
Fast 50 verschiedene touristische Einrichtungen haben Partnerschaften mit dem Nationalparkverkehrskonzept aufgenommen. Hierbei erhalten Fahrgäste bei Vorlage ihres gültigen Bayerwald-Tickets Ermäßigungen.

### Privat betriebene Bahnstrecken
Im Landkreisen Freyung-Grafenau und Regen existiert je eine von Vereinen betriebene Bahnstrecke. Die Bahnstrecke Gotteszell–Blaibach wird als sogenannte Wanderbahn seit 1991 als Museumsbahn betrieben. Diese nutzt die Werbemöglichkeiten des Verkehrskonzeptes und bietet Fahrgästen mit GUTi oder Bayerwald-Ticket Rabattmöglichkeiten. Die Bahnstrecke Passau–Freyung wird als sogenannte Ilztalbahn seit 2010 im Wochenendverkehr mit modernen Triebwagen betrieben. Diese Bahnstrecke wurde auf dem Gebiet des Landkreises Freyung-Grafenau seit dem 28. April 2012 in das Bayerwald-Ticket und GUTi-System aufgenommen.

## Zukünftige Entwicklungen

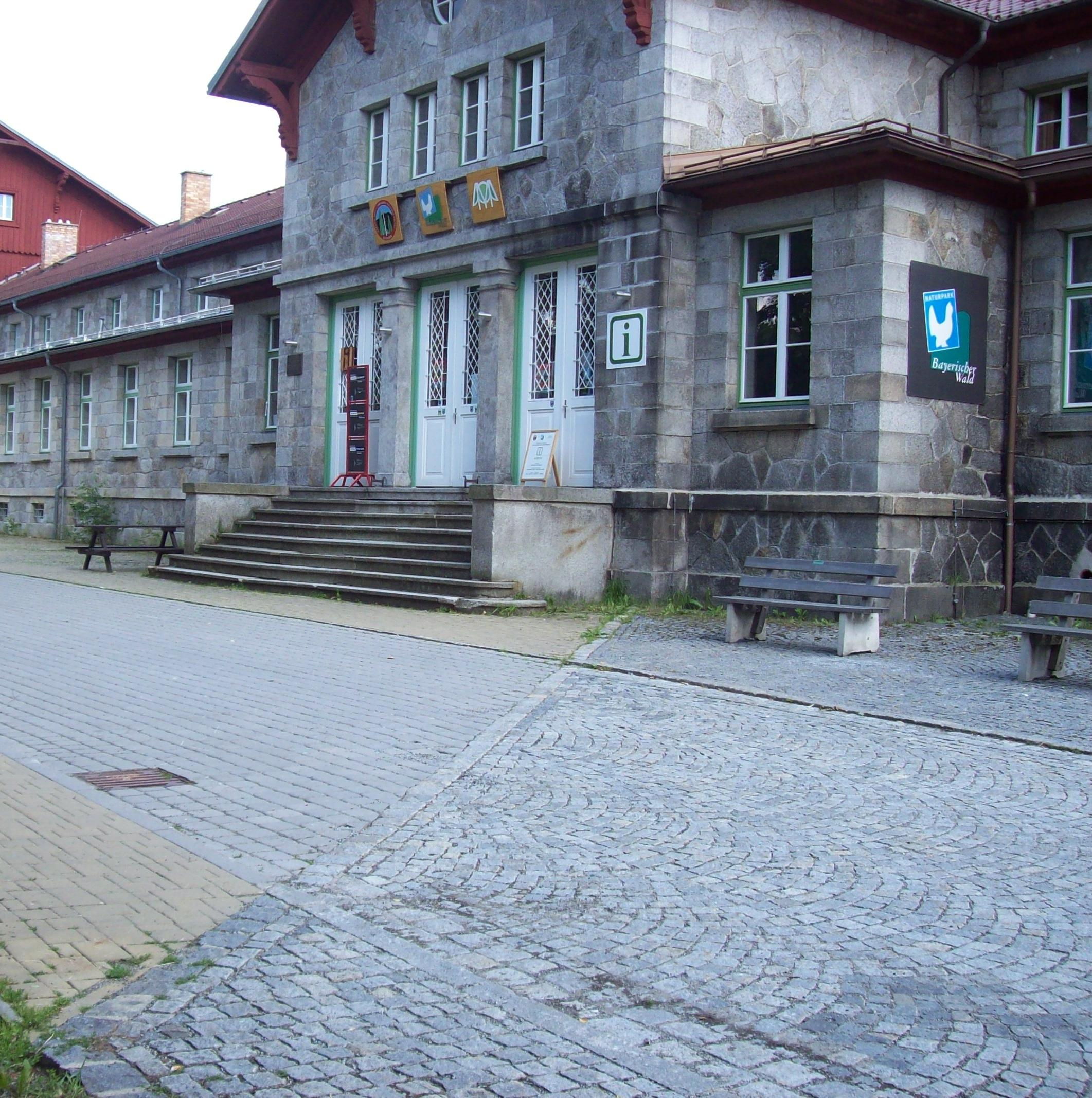
Grenzverlauf am Bahnhof Bayerisch Eisenstein/Železná Ruda-Alžbětín

### Bahnverkehr
Aktuell findet eine Ausschreibung der Waldbahnstrecken mit Betriebsaufnahme zum Fahrplanwechsel Dezember 2013 statt. Hier soll ein Stundentakt von Zwiesel nach Grafenau eingeführt werden, der Verkehr zwischen Plattling und Deggendorf verdichtet werden und eine zweistündige Durchbindung der Züge bis Klatovy erfolgen.
- Siehe: Waldbahn.

### Busverkehr
Geplant sind Fahrradständer an allen Bussen als Ersatz für den Fahrradanhänger, sowie eine Ausweitung des Igelbusangebots.

### Internationale Zusammenarbeit

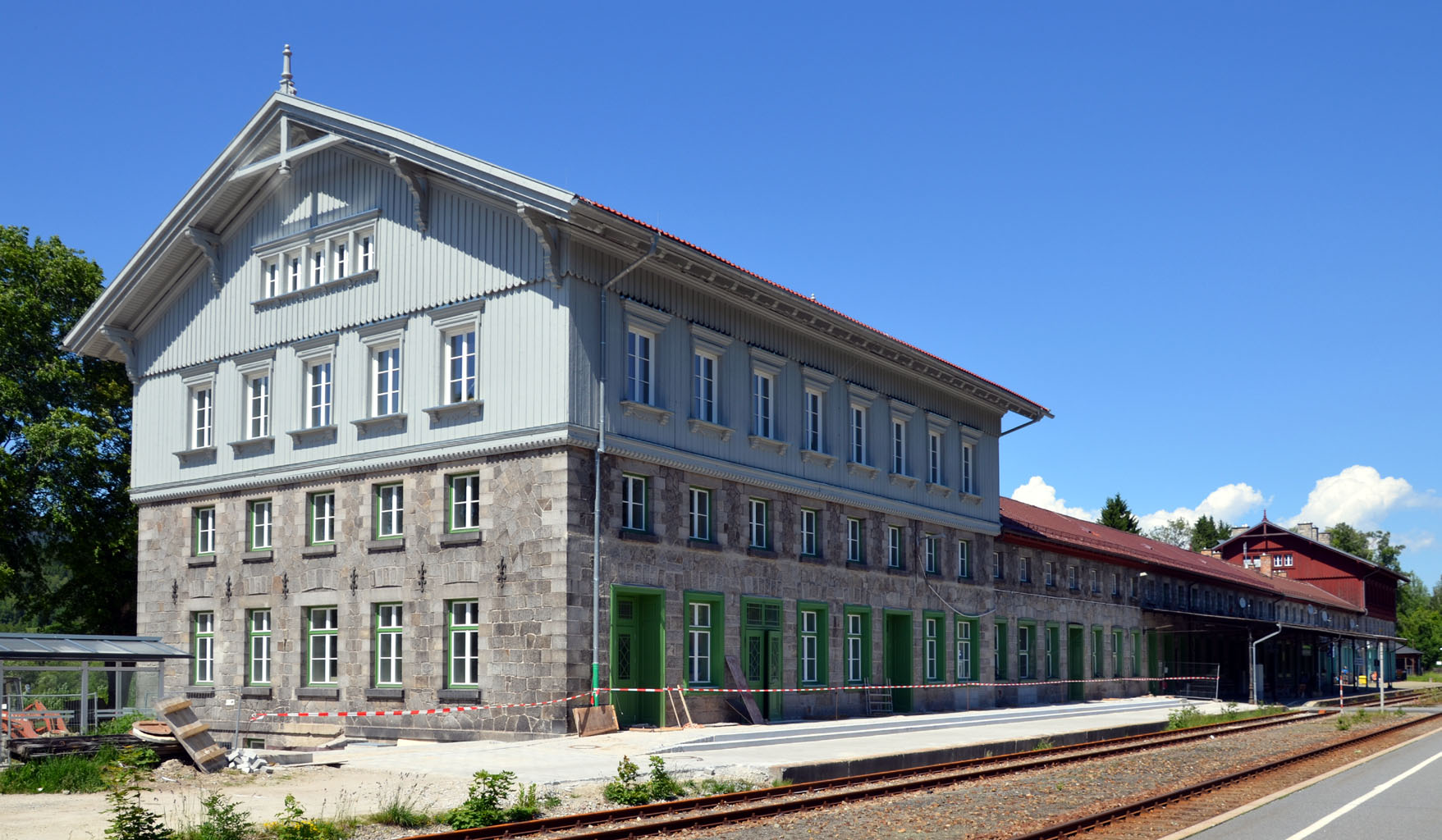
Bahnhof Bayerisch Eisenstein/Železná Ruda-Alžbětín

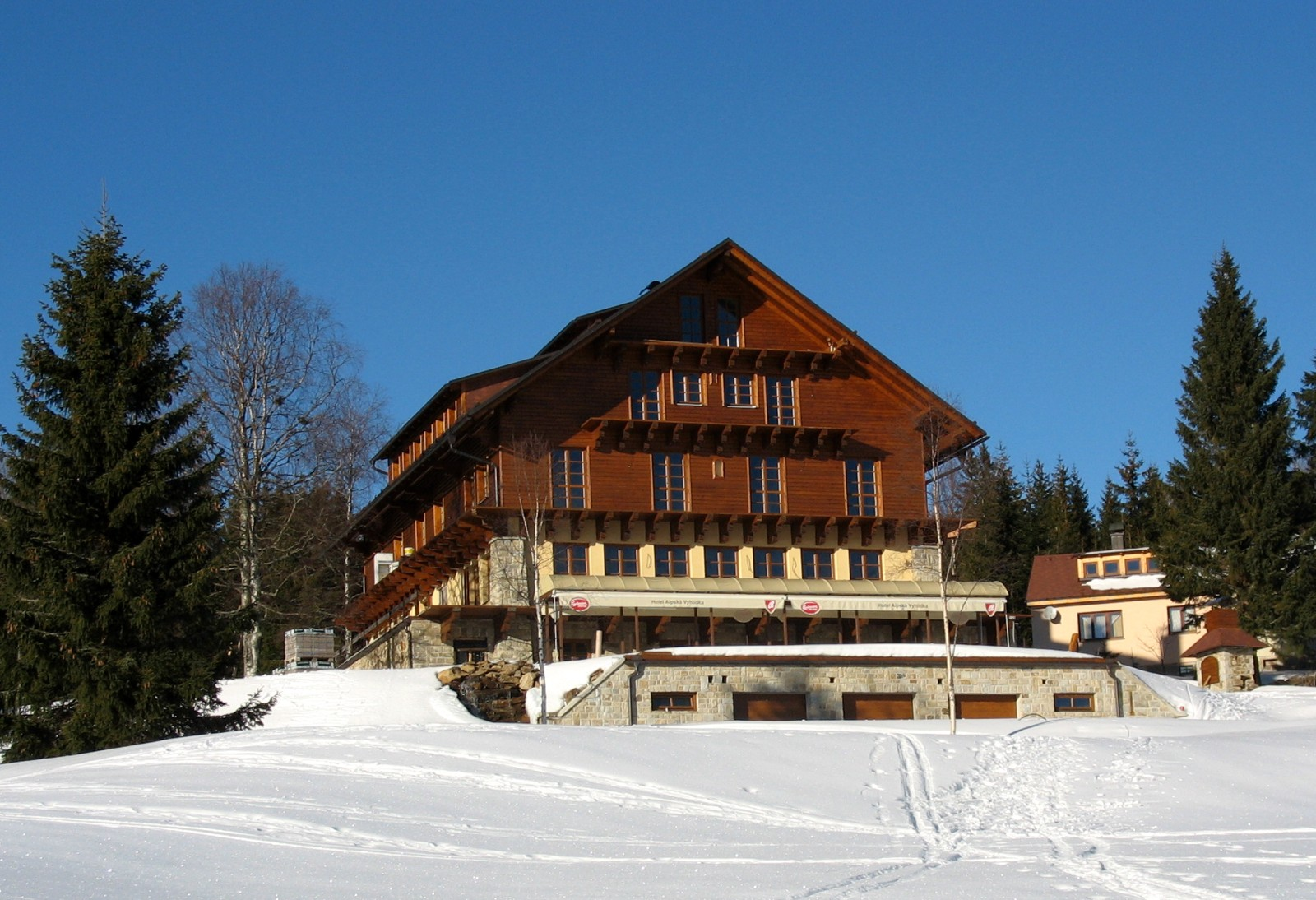
Wiedererrichtetes Hotel in Bučina

Man ist bestrebt die Zusammenarbeit mit dem Verkehrssystem des tschechischen Nachbarnationalparks Šumava zu verstärken. Ziel ist es hier einen in beiden Ländern gültigen Fahrschein das sogenannte „Bayerwald-Šumava-Ticket“ einzuführen und die internationalen Verbindungen zu verbessern.
Seit dem Jahr 2008 wird hierzu eine sogenannte „ÖPNV – Struktur- und Potenzialanalyse Bayerischer Wald/Böhmerwald 2020“ durchgeführt. Diese wird mit 100.000 Euro durch EFRE-Mittel gefördert.
Zwischen den Igelbussen und den „Grüne Busse“ genannten Bussystem des Nationalparks Šumava wurde zum Saisonstart im Juli 2012 eine verbesserte Verknüpfung hergestellt. Das tschechische Netz mit seinen jährlich 135.000 Fahrgäste, wurde hierzu um eine Stichstrecke bis zur Staatsgrenze erweitert. Der bislang zu Fuß zurückzulegende 800 m lange Sandweg wurde zur Straße ausgebaut. Somit bestehen nun kurze Umsteigewege zwischen den beiden Endhaltestellen.
Ein weiterer wichtiger Verknüpfungspunkt zum tschechischen Personennahverkehr ist der Bahnhof Nové Údolí bei Haidmühle. Dieser ist 1,8 km von der im Ortsmittelpunkt Haidmühles gelegenen Bushaltestelle entfernt direkt an der Grenze gelegen. Hierhin verkehrten Nahverkehrszüge im Zweistundentakt, sowie in Sommermonaten ein Schnellzug von und nach Prag. Seit dem Jahr 2011 wird dieser Bahnhof im Stundentakt bedient. Im Saisonverkehr wurde hier seit dem 11. September 2010 eine Bushaltestelle direkt an der Grenze eingerichtet, so dass ein Übergang erleichtert wurde. Diese Buslinie verbindet den Bahnhof an Wochenenden mit Waldkirchen. Dort besteht Anschluss zu den Zügen der Ilztalbahn GmbH. Pläne, die Gleise zwischen Nové Údolí und Haidmühle Bahnhof wiederzuerrichten, scheiterten an den hohen Kosten.

## Auszeichnungen
Das Nationalparkverkehrskonzept und seine Teilsysteme erhielten verschiedene Auszeichnungen:
- 1998 „Königliche Verhältnisse in Bus und Bahn 1998“ (VCD) (für Igelbussystem)
- 2005 Nets Awards Sonderpreis in der Kategorie Land (Soft Mobility) (für das Gesamtkonzept)[16]
- 2007 Nationalpark-Partner (Nationalpark Bayerischer Wald) (für das Gesamtsystem)
- 2008 Bayerischer ÖPNV-Preis 2008 (Freistaat Bayern) (für das Gesamtsystem)
- 2009 1. Platz Fahrtziel Natur Award (DB AG, BUND, NABU, VCD) (für Gesamtkonzept)[17]
- 2012 Bayerische Naturschutzmedaille des Bund Naturschutz(für Christiane Wibmer als Leiterin der Projektstelle)[18]